# Pogonophryne squamibarbata
Pogonophryne squamibarbata är en fiskart som beskrevs av Eakin och Arkadii Vladimirovich Balushkin 2000. Pogonophryne squamibarbata ingår i släktet Pogonophryne och familjen Artedidraconidae. Inga underarter finns listade i Catalogue of Life.